# 차름폰 마라캄
차름폰 마라캄(태국어: เฉลิมพล มาลาคำ, 1962년 10월 10일 ~ )은 태국의 남자 가수이다.

## 어린 시절
반콕집 박다이 파놈동락 지 수린주 태국에서 태어났다. 초등학교 4학년, 마무리 암쁠학교 라디오 타일랜드의 노래 경연 대회에서 산업에 진입하기 시작하였다. 1985년부터 첫 번째 노래 녹음을 시작하였고,  "Sa inn uay phorn"에서 가장 유명한 노래는 "Tam jai mae thoet nong"이다.
그는 현재, "차름폴 마라캄" 밴드 만들기를 중단하였다. 하지만 작품을 녹음하는 중, 그는 마을 이장으로 선출되었다. 2014년 이후 선출되었다.

## 음반

### 인기 앨범
- Tam Jai Mae Terd Nong
- Ror Mia Phee Pler
- Ar Dia Rak Wan Khao Phan Sa
- Pued Tam Nan Bak Job Loey[8]
- Kid Hod Pla Keng
- Sieng Jak Phoo Yai Baan

## 영화
- 2017 - Nai Hoy Tha Min